# 제이 이즈스
제이 노아 이즈스(인도네시아어: Jay Noah Idzes, 2000년 6월 2일 ~ )는 세리에 A 클럽 사수올로에서 센터백으로 활약 중인 네덜란드 태생 인도네시아의 축구 선수로 인도네시아 국가대표팀의 일원으로도 활동하고 있다.
네덜란드의 다양한 유소년 팀을 대표한 후 에이르스터 디비시 클럽 에인트호번에서 선수 생활을 시작한 그는 네덜란드의 또 다른 클럽인 고 어헤드 이글스로 이적하여 팀의 에레디비시 승격을 도왔고, 두 시즌 동안 1부 리그에서 활약했다. 2023년 여름, 이즈스는 이탈리아 클럽 베네치아로 이적하여 데뷔 시즌에 1부 리그 승격을 달성했다.
네덜란드 태생인 그는 인도네시아 태생의 외조부모를 통해 인도네시아 출전 자격을 얻은 후 2024년부터 국제 대회에서 인도네시아를 대표하기로 결정했다. 그는 3월 21일에 국제 대회에 데뷔했다.

## 구단 경력

### 에인트호번
미를로에서 태어난 이즈스는 2018년 4월 28일, TOP 오스와의 경기에서 89분 에르베 마티스와 교체되어 에인트호번 소속으로 에이르스터 디비시 데뷔 전을 치렀다.

### 고 어헤드 이글스
2020년 7월 20일, 이즈스는 이적설이 제기된 후 고 어헤드 이글스로 이적했는데, 새 클럽은 처음에는 에인트호번과의 계약이 만료되었다고 생각했지만 결국 공개되지 않은 수수료를 지불하기로 합의했다.

### 베네치아
2023년 6월 30일, 이즈스는 세리에 B 클럽 베네치아와 4년 계약을 체결했다.
2024년 5월 1일, 이즈스는 베네치아에서 카탄차로를 상대로 첫 두 골을 넣었다.
이즈스는 2차전 크레모네세와의 경기에서 1-0으로 승리한 후 플레이오프를 통해 베네치아를 세리에 A로 승격시키는 등 모든 대회에서 30경기에 출전해 3골을 넣으며 시즌을 마무리했다.
2024년 8월 25일, 이즈스는 피오렌티나와의 경기에서 무득점 무승부를 기록하며 세리에 A 데뷔 전을 치렀고, 이탈리아 1부 리그에서 활약한 최초의 인도네시아 선수가 되었다.

## 국가대표팀 경력
네덜란드에서 인도네시아 출신의 어머니 밑에서 태어나고 자란 이즈스는 국제 대회에서 인도네시아를 대표하기로 결정했다. 2023년 12월 28일, 그는 공식적으로 인도네시아 시민권을 획득하여 국가대표팀에 합류할 자격을 얻었다.
그러나 그는 선수단 등록이 마감되어 2023년 AFC 아시안컵 선수단에는 출전하지 못했다.
2024년 3월 7일, 이즈스는 2024년 3월 21일과 26일에 열리는 베트남과의 2026년 FIFA 월드컵 예선 경기에 인도네시아 국가대표팀의 부름을 받았다. 2024년 3월 21일, 그는 인도네시아 국가대표로 데뷔하여 베트남을 상대로 1-0 승리를 거두었다. 이즈스는 2024년 3월 26일, 베트남과의 원정 경기에서 복귀전에서 첫 국가대표 골을 넣었다.
2026년 FIFA 월드컵 3차 예선부터 이즈스는 정기적으로 팀의 주장이 되었다.

## 사생활
네덜란드에서 태어난 이즈스는 인도네시아 출신이다.
2023년 12월 28일, 이즈스는 공식적으로 인도네시아 시민권을 취득했다.